# Ireland's Eye SPA
Ireland's Eye SPA este o arie protejată (arie de protecție specială avifaunistică — SPA) din Irlanda întinsă pe o suprafață de 214,43 ha, integral pe uscat.

## Localizare
Centrul sitului Ireland's Eye SPA este situat la coordonatele 53°24′19″N 6°03′41″W / 53.405312°N 6.061368°V.

## Înființare
Situl Ireland's Eye SPA a fost declarat arie de protecție specială avifaunistică în octombrie 2009 pentru a proteja 8 specii de animale.

## Biodiversitate
Situată în ecoregiunea atlantică, aria protejată nu include niciun habitat protejat.
La baza desemnării sitului se află mai multe specii protejate de  păsări (8): alca (Alca torda), șoim călător (Falco peregrinus), papagal de mare (Fratercula arctica), Fulmarus glacialis, sula bassana (Morus bassanus), cormoran mare (Phalacrocorax carbo), Rissa tridactyla, Uria aalge.
Pe lângă speciile protejate, pe teritoriul sitului au mai fost identificate 2 specii de plante, 4 specii de păsări.